# 碧樺依
碧樺依（英語：Raees Begum Baig，1982年—），香港社會福利界人士，曾為香港中文大學社會工作學系助理教授，現轉為講師。她生於香港，父親是巴基斯坦人，母親是香港人。早年就讀循道學校（1994年小六）、嘉諾撒聖瑪利書院（2001年中七）、香港大學社會工作學系（學士（2001年至2004年）及博士（2006年至2010年））以及倫敦大學亞非學院（環球安全與策略碩士，2021年至2023年）。碧樺依在2004年9月至2005年12月任職香港人權監察項目主任，2010年至2012年轉任香港社會服務聯會社會影響研究中心經理，2012年10月至2013年4月擔任國際特赦組織（香港）執委會委員，2013年至2014年當上聯合國Senior Minorities Fellow。此前她於2012年6月至2014年8月出任香港大學榮譽講師。
碧樺依從2012年起成為香港婦女事務委員會成員，關注種族平等問題，為香港少數族裔爭取權益。她是促進種族和諧委員會的委員，亦曾在香港從事有關種族平等的研究工作。

## 事件
2012年6月，香港政府公佈碧樺依獲頒行政長官社區服務獎狀，她表示會接受獎狀，但不會出席頒授典禮。她解釋稱，梁振英政府已盡失民心，她不想去領獎刻意跟官員打交道。

## 外部連結
- Department of Social Work - 碧樺依教授 助理教授